# هینا سوگیتا
هینا سوگیتا (انگلیسی: Hina Sugita؛ زادهٔ ۳۱ ژانویهٔ ۱۹۹۷) بازیکن فوتبال است که در تیم ملی فوتبال زنان ژاپن بازی کرده‌است.